# Perla (telenovela)
Perla es una telenovela mexicana producida por José Ambris y transmitida por TV Azteca en 1998. 
Protagonizada por Silvia Navarro y Leonardo García, con las participaciones antagónicas de Gina Romand, Roberto Medina, Paloma Woolrich, Rodolfo Arias, María Rebeca, Alejandro Ciangherotti II, Ana Graham y Gabriela Hassel.

## Sinopsis
Perla es una joven que estudia en un prestigiado colegio en Querétaro, donde fue abandonada recién nacida años atrás por órdenes de su madre, ella no sabe quiénes son sus padres. Su mejor amiga es Julieta Santiago, heredera de "Juvenile", uno de los imperios de cosméticos más poderosos de México y que es propiedad de su abuelo, Enrique Santiago. 
Julieta se enamora de Roberto Valderrama, quien sólo la utiliza como una aventura. Perla le advierte a Julieta que Roberto no es una buena persona, pero ella no le cree. Roberto abandona a Julieta dejándola embarazada, pero con ayuda de Perla y su abuelo, la joven logra salir adelante para cuidar a su hijo.
Enrique Santiago muere de un infarto, por lo que Julieta viaja a la Ciudad de México en compañía de Perla para leer el testamento de su abuelo, pero en el camino sufren un grave accidente automovilístico, Perla sobrevive, pero Julieta muere en dicho accidente. 
Con el objetivo de evitar que "Juvenile" se derrumbe por la ambición de Mercedes, la abuela de Julieta, Perla decide cuidar del hijo de su amiga y hacerse pasar por ella dentro de la familia Santiago. Sin saberlo, Perla ha sido objeto del destino, ya que Mercedes es su propia madre, y por lo tanto Perla es su heredera y dueña de "Juvenile". 
Roberto es novio de la prima de Julieta, Rosenda, razón por la que Perla se reencuentra con él. Roberto no logra reconocer a Perla y se enamora de ella, pero la joven usará los sentimientos de Roberto para vengarse de él por lo que le hizo a Julieta.
Conforme pasa el tiempo, Roberto va cambiando su personalidad y Perla empieza a olvidar su venganza, esto ocurre debido a que ambos se aman, pero Rosenda intenta separarlos para quedarse con Roberto.
Perla y Roberto tendrán que superar muchos conflictos para lograr ser felices.

## Elenco
- Silvia Navarro ... Perla Altamirano Espinoza De la Peña / Julieta Santiago
- Leonardo García ... Roberto Valderrama
- Gina Romand ... Mercedes Espinoza De la Peña Vda. de Santiago
- Gabriela Hassel ... Rosenda Fantini
- Jorge Lavat ... Dr. César Altamirano
- Andrés García Jr. ... Alberto "Junior" Valderrama
- Miguel Couturier ... Alberto Valderrama
- Irma Infante ... Patricia de Valderrama
- Roberto Medina ... Octavio Fantini Santiago
- Carmen Areu ... Otilia Santiago Vda. de Fantini
- Cristina Alatorre ... Jazmín Santiago
- José Ramón Escorza ... Felipe Legarreta
- Gerardo Acuña ... Bernardo
- Eugenio Montessoro ... Julio Alcántara
- Rodrigo Cachero ... Alexis Fantini
- Vanessa Acosta ... Georgina "Gina" Valderrama
- Paloma Woolrich ... Eugenia Martínez
- Rodolfo Arias ... Pablo
- Simone Victoria ... Antonia "Toña"
- Lucía Muñoz ... María
- Karla Llanos ... Julieta Santiago
- Mauricio Ferrari ... Enrique Santiago
- Víctor González ... Hugo
- Daniela Garmendia ... Josefina Archundia
- Fernando del Solar ... Daniel Altamirano
- Hugo Albores ... "El Gañán"
- René Gatica ... Aníbal Castro
- Mark Tacher ... Alfredo Saravia
- María Rebeca ... Matilde
- Ana Graham ... Laura Williams
- Alejandro Ciangherotti II ... Alejandro Fonseca
- Fidel Garriga ... Ernesto Villareal
- Leandro Martínez ... Javier Villareal
- Manuel Cepeda ... Carlos Topete
- Gabriel Galván ... Edgar Calleja
- Úrsula Pruneda ... Hortensia
- Raúl Arrieta ... Francisco "Pancho"
- Elisa Aragonés ... Ana María Valdés
- Fernando Sarfati ... Jorge
- Nerina Ferrer ... Bertha
- Roberto Montiel ... Arturo
- Socorro Miranda ... Mónica
- César Riveros ... Comandante Rivera
- Betty Monroe ... Guadalupe
- Ninel Conde ... Paulina
- Eduardo Shilinsky ... Raúl
- Dieter Koll ... Marco
- Miguel Manzano Jr. ... Germán
- Roberto Carrera ... Héctor
- Flavio Peniche ... Evodio
- Pilar Lovera ... Teresa
- Ana María Rebell ... Rosa
- Palmira Pérez ... Mariana
- Maribel Rodríguez ... Cristina
- Ramón Suárez ... Miguel

## Grabaciones
Las grabaciones de la telenovela iniciaron el 18 de abril de 1997 en la ciudad de Querétaro, y finalizaron el 30 de junio de 1998 en la Ciudad de México.

## Versiones
- Perla es una adaptación de la telenovela argentina Perla negra, protagonizada por Andrea del Boca, basada en el Libro homónimo.
- En Brasil se produjo otra versión titulada Pérola Negra, protagonizada por Patricia de Sabrit y Dalton Vigh. Fue grabada integralmente en 1997 y emitida originalmente entre 1998 y 1999 con 191 capítulos.
- La cadena Telemundo produjo otra versión bajo el nombre de Rosa Diamante, protagonizada por Carla Hernández y Mauricio Ochmann.

- Datos: Q3375427